# Давид, Мирча
Мирча Давид (рум. Mircea David; 16 октября 1914, Синая, Румыния — 12 октября 1993, Яссы, Румыния) — румынский футболист, вратарь. Выступал за сборную Румынии, участвовал в Чемпионате мира по футболу 1938.

## Карьера
Начал карьеру в молодежном клубе футбольного клуба «Орадя», в котором находился с 1929 по 1933 год.

В 1933 перешел в основной состав, в котором провел 72 матча. В 1938 перешел в футбольный клуб «Венус» из Бухареста.

В составе «Венуса» в течение 9 лет отыграл 58 официальных матчей. 
В 1947 перешел в ФК «Лугож». В его составе провел один год.

В 1948 году вернулся в ФК «Орадя», где в 1951 году завершил карьеру, проведя 32 матча.

Провел за национальную сборную 12 матчей, в которых пропустил 31 мяч. Принимал участие в чемпионате мира 1938 года.

С 1952 по 1960 год тренировал ФК «Политехника» из города Яссы. С этим клубом выиграл Вторую лигу Румынии в сезоне 1959—1960.

В 1960 году завершил тренерскую карьеру.
Похоронен на кладбище «Eternitatea» в Яссах.

## Награды

### Как игрок
Венус
- Чемпионат Румынии
- Победитель (2): 1938–39, 1939–40

Орадя
- Чемпионат Румынии
- Победитель (1): 1948–49

### Как тренер
Политехника
- Вторая лига Румынии
- Победитель (1): 1959–60